# Gendarmerie (Belgique)
Pour les articles homonymes, voir  Gendarmerie (homonymie).
 (juin 2022).
La mise en forme du texte ne suit pas les recommandations de Wikipédia : il faut le « wikifier ».
Les points d'amélioration suivants sont les cas les plus fréquents. Le détail des points à revoir est peut-être précisé sur la page de discussion.
- Les titres sont pré-formatés par le logiciel. Ils ne sont ni en capitales, ni en gras.
- Le texte ne doit pas être écrit en capitales (les noms de famille non plus), ni en gras, ni en italique, ni en « petit »…
- Le gras n'est utilisé que pour surligner le titre de l'article dans l'introduction, une seule fois.
- L'italique est rarement utilisé : mots en langue étrangère, titres d'œuvres, noms de bateaux, etc.
- Les citations ne sont pas en italique mais en corps de texte normal. Elles sont entourées par des guillemets français : « et ».
- Les listes à puces sont à éviter, des paragraphes rédigés étant largement préférés. Les tableaux sont à réserver à la présentation de données structurées (résultats, etc.).
- Les appels de note de bas de page (petits chiffres en exposant, introduits par l'outil «  Source ») sont à placer entre la fin de phrase et le point final[comme ça].
- Les liens internes (vers d'autres articles de Wikipédia) sont à choisir avec parcimonie. Créez des liens vers des articles approfondissant le sujet. Les termes génériques sans rapport avec le sujet sont à éviter, ainsi que les répétitions de liens vers un même terme.
- Les liens externes sont à placer uniquement dans une section « Liens externes », à la fin de l'article. Ces liens sont à choisir avec parcimonie suivant les règles définies. Si un lien sert de source à l'article, son insertion dans le texte est à faire par les notes de bas de page.
- La présentation des références doit suivre les conventions bibliographiques. Il est recommandé d'utiliser les modèles {{Ouvrage}}, {{Chapitre}}, {{Article}}, {{Lien web}} et/ou {{Bibliographie}}. Le mode d'édition visuel peut mettre en forme automatiquement les références.
- Insérer une infobox (cadre d'informations à droite) n'est pas obligatoire pour parachever la mise en page.

Pour une aide détaillée, merci de consulter Aide:Wikification.
Si vous pensez que ces points ont été résolus, vous pouvez retirer ce bandeau et améliorer la mise en forme d'un autre article.

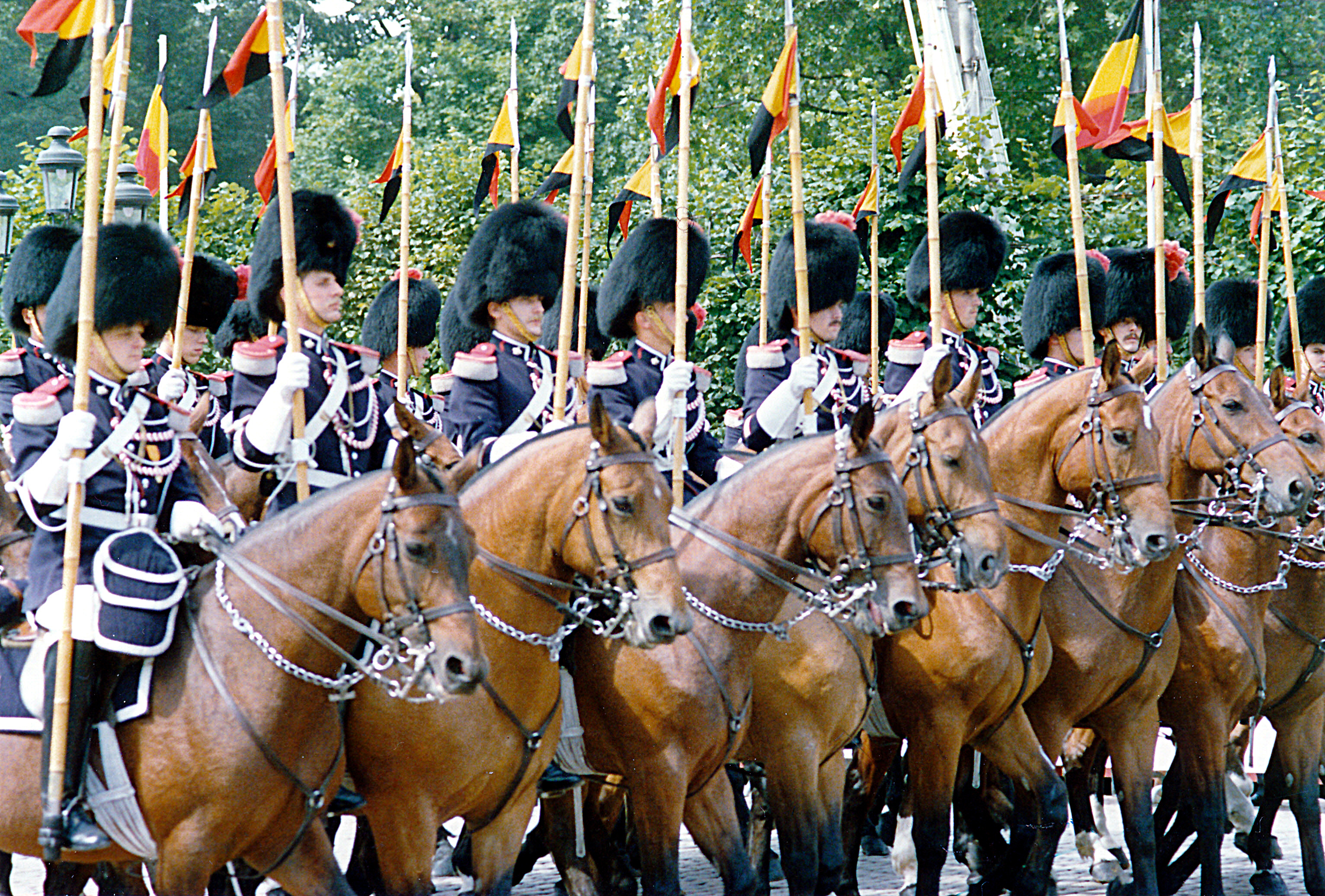
L’escorte royale à cheval défilant devant la tribune royale lors du défilé des troupes du 21 juillet 1989 à Bruxelles.

La Gendarmerie nationale belge (en néerlandais : Rijkswacht,) était une force armée belge chargée de missions de police et de maintien de l'ordre parmi la population civile, d'exécution de devoirs judiciaires à la réquisition du Parquet, et de Prévôté à l'armée. À ce titre, elle a longtemps dépendu des ministres de l'Intérieur, de la Justice et de la Défense en fonction de la tâche à accomplir.
Elle est créée par un arrêté du gouvernement le 19 novembre 1830, puis intégrée le 31 décembre 2000 à la police par la réforme des polices de Belgique (décidée après des dysfonctionnements lors de l'affaire Dutroux) et la loi du 7 décembre 1998 organisant une police structurée à deux niveaux, fédéral et local .

## Histoire

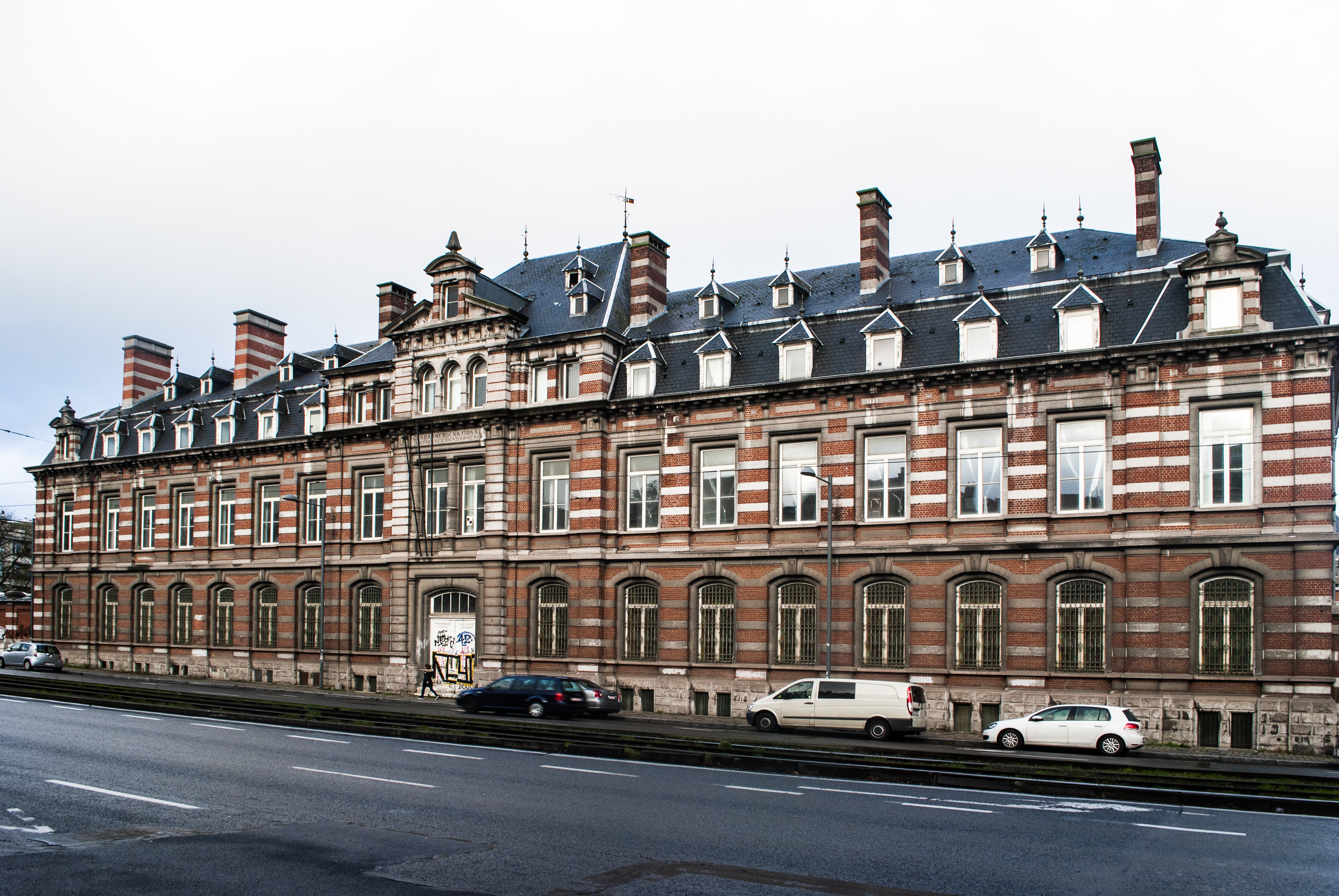
Les anciennes casernes militaires d'Etterbeek situées boulevard Général Jacques à Bruxelles furent investies par la gendarmerie après la Seconde Guerre mondiale et devinrent l'état-major de l'institution.

### Création sous le régime français
En 1795, à la suite de l'annexion française des États de Belgique, les Pays-Bas autrichiens (qui correspondent grosso modo à l’actuelle Belgique) sont annexés à la France. La gendarmerie, premier corps de police unifié et coordonné, est organisée sur le modèle français. Ce corps, militaire, avait été créé en 1791 en France en remplacement de la Maréchaussée de l'Ancien Régime. Le texte fondamental qui organise ce service est une loi du 17 avril 1798 qui resta en vigueur en Belgique jusqu'en 1957.
Le 8 brumaire an IV (30 octobre 1795), le général de brigade Louis Wirion, commandant la Gendarmerie Nationale française, fut chargé par le Comité de salut public de l'organisation et de la mise en place de trois Divisions de Gendarmerie dans les territoires belges devenus les départements réunis. Le nombre et la commune d'implantation de ces brigades furent fixés par le Général Wirion en personne, qui clôtura cette tâche le 22 germinal an IV (11 avril 1796). En messidor an IV, est actée la première base légale de l'organisation et du fonctionnement de la Gendarmerie dans ce qui deviendra plus tard la Belgique.

### Période néerlandaise
Après la chute de Napoléon Bonaparte lors de la bataille de Waterloo le 18 juin 1815, le Premier Empire est démembré et un nouvel État est créé par le congrès de Vienne : le royaume uni des Pays-Bas, union des Pays-Bas autrichiens (actuelle Belgique) et les Provinces-Unies (actuels Pays-Bas), dirigé par le prince Guillaume d'Orange. Ce dernier rebaptisa la gendarmerie en imposant le nom « maréchaussée », vieux mot de la langue française passé dans la langue néerlandaise depuis deux siècles et convenant donc aussi bien à la Belgique où le français est à l'époque la langue administrative et aux Pays-Bas qui ont conservé la langue néerlandaise.

### Période belge

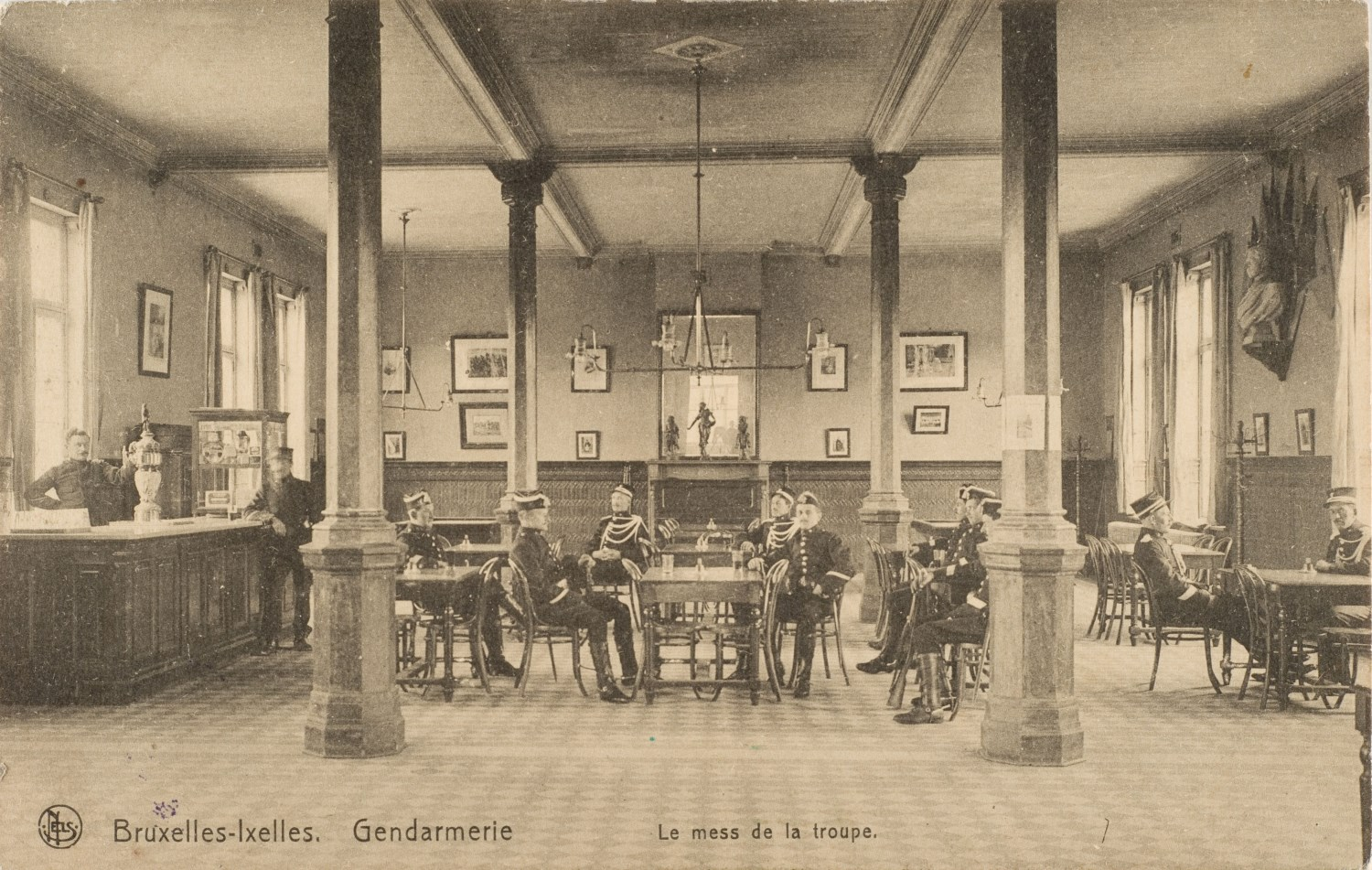
Le mess de l'école royale de gendarmerie d'Ixelles au début du XXe siècle.

#### Participation à la révolution belge
En août 1830, survient la révolution belge et de nombreux gendarmes ou unités de la maréchaussée royale du royaume uni des Pays-Bas se distinguent en se joignant aux révolutionnaires belges lors de l'insurrection de 1830 dans les Pays-Bas méridionaux. On trouve pareil effet dans le Grand-duché de Luxembourg où, dès le 29 août 1830, le commandant de la maréchaussée grand-ducale de Bastogne, Charles Mathelin, hisse avec ses hommes le drapeau de la révolution brabançonne en haut du clocher de l'église Saint-Pierre de Bastogne. À Mons, le 11 septembre, le Lieutenant Prudent-Joseph De Ladrière, commandant la brigade locale, adresse aux unités un ordre du jour leur enjoignant de remplacer leur uniforme par le sarrau bleu, la blouse des révolutionnaires. 140 gendarmes à cheval, aux ordres de cet officier, marchent ensuite vers la capitale afin de défendre la ville en participant aux Quatre Jours de Bruxelles. Lors de ces combats, on trouve plusieurs gendarmes venus par leur propres moyens en tant que volontaires et qui furent, par la suite, décorés de la croix de fer pour leurs faits d'armes. Parmi eux, citons le brigadier Pinckers de Maaseik, blessé par une décharge de boîte à mitraille le 24 septembre mais qui continue à combattre dans le parc de Bruxelles, le gendarme Hennaut de Chimay, blessé d'un coup de feu aux jambes en combattant sur la Place Royale, ou encore les gendarmes Hance et Plamont de Bruxelles, blessés respectivement rue de Louvain et rue Verte. 
Lors des Journées de Septembre en province, d'autres gendarmes se signalent, comme le capitaine François-Joseph Mathot qui prend la tête des hommes menant l'expédition d'Oreye le 22 septembre. Le lieutenant Léonard se met à la tête du corps franc d'Hamme-Mille le 25 septembre et attaque l'armée néerlandaise à Nethen, dans le cadre des combats de Louvain. Le 28 septembre, un détachement de la brigade du Rœulx se met en marche pour Bruxelles, sous le commandement du maréchal des logis-chef Cartiny. Ce jour-là, à Looz, le brigadier Conrad Vleming forme un corps franc afin d'aller défendre la ville de Tirlemont, attaquée par les troupes du général Ghisbert Martin Cort Heyligers. Le lendemain, lors des combats de Mons, le maréchal des logis Charles-Auguste Baestenier et le brigadier Harris arborent le drapeau de la Belgique sur le perron de l'hôtel de ville de Mons, devant un bataillon de l'armée. Le même jour lors des combats de Tournai, le lieutenant Joseph-Émile Sacré déclare adhérer au gouvernement provisoire de Belgique et rallie l'ensemble de la maréchaussée de l'arrondissement administratif de Tournai en parcourant les communes avoisinantes pour y faire arborer le drapeau belge. Le 30 septembre, on retrouve des gendarmes au combat de Sainte-Walburge, sur les hauteurs de Liège, comme le brigadier Bayet, blessé d'un coup de feu à la poitrine et à la cuisse. 
Plus tard, lors des batailles de la guerre belgo-néerlandaise, de nombreux gendarmes sont encore parmi les corps francs des volontaires, comme Noël-Joseph Mathieu de la brigade de Gembloux, blessé lors de la bataille de Berchem le 24 octobre 1830, ou Remi Schutters, de Testelt, récipiendaire de la croix commémorative de 1830 pour sa participation à la campagne d'Anvers.
Il est aussi à noter que certaines brigades de maréchaussée des provinces du sud restèrent initialement fidèles au roi Guillaume Ier et durent être désarmées par les volontaires, comme à Hamme-Mille et Waterloo le 24 septembre, à Grammont, Ninove, Renaix, Zottegem ou encore à Zoutleeuw le 29 septembre.

#### De l'indépendance à la seconde guerre mondiale

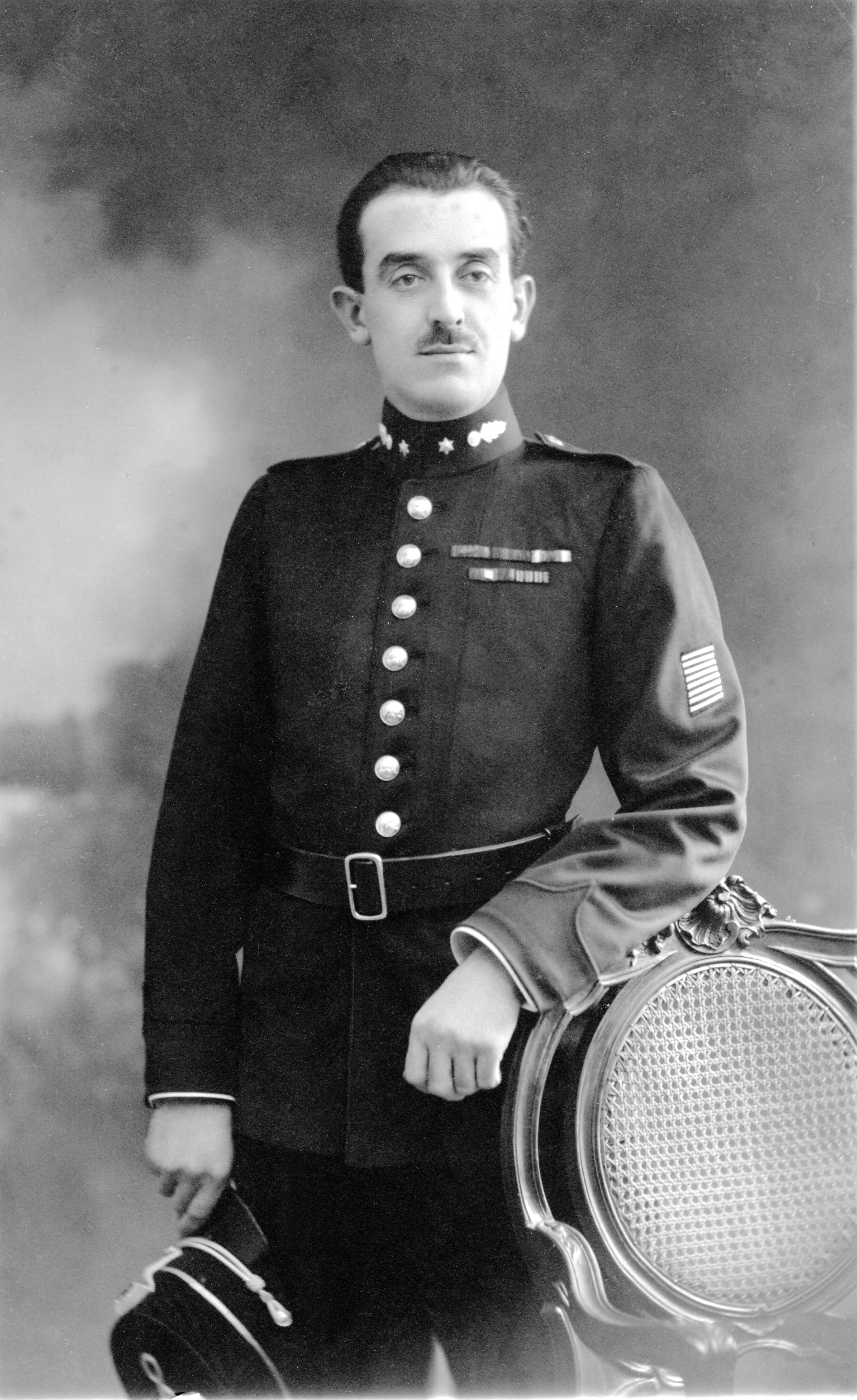
Un adjudant de gendarmerie décoré pour son service au front lors de la Première Guerre mondiale.

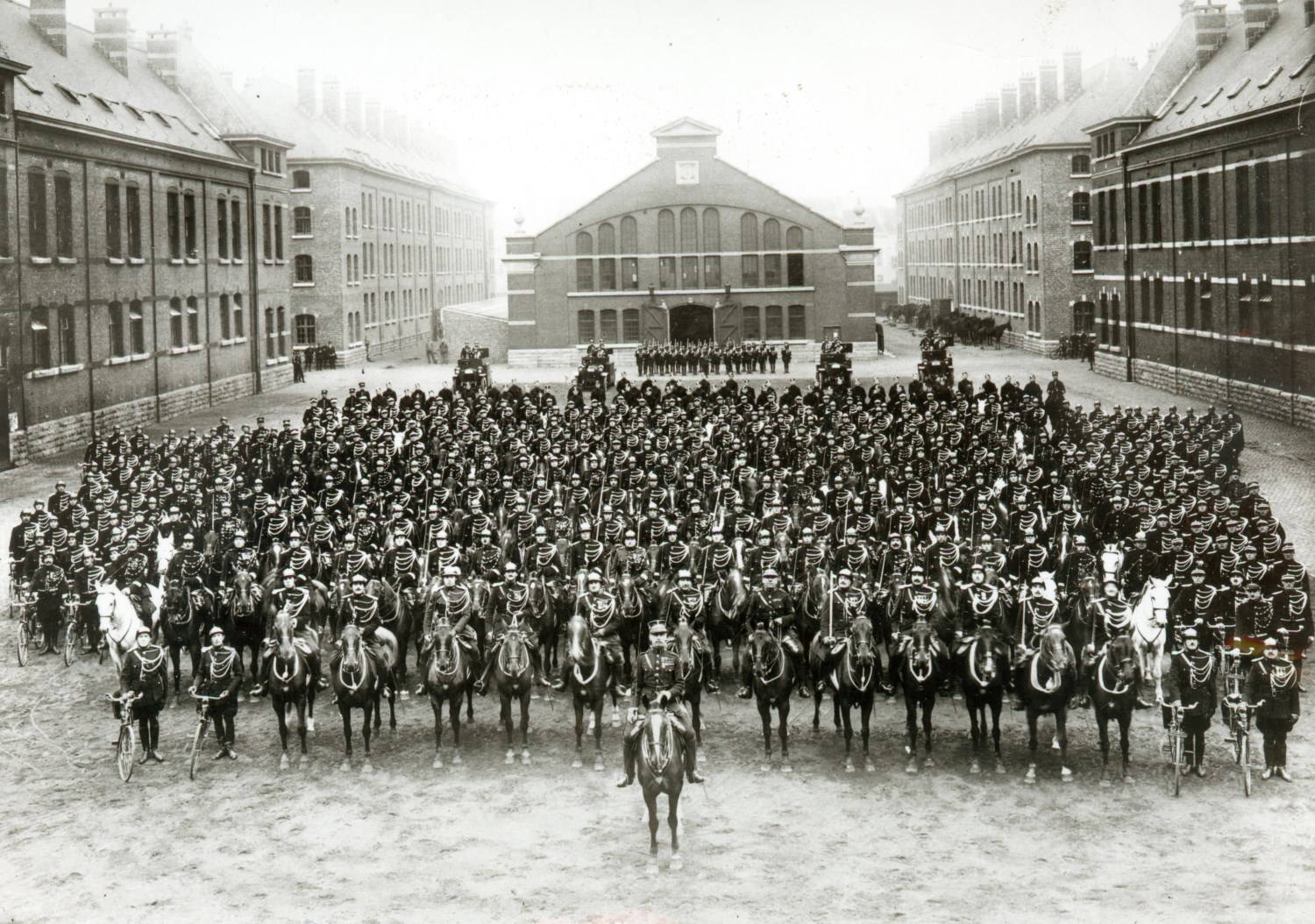
L'école royale de gendarmerie, en 1927.

Dès la déclaration de son indépendance du royaume uni des Pays-Bas, le 4 octobre 1830, le Gouvernement provisoire de Belgique prend un arrêté le 19 novembre 1830 pour créer sa propre gendarmerie nationale sur les bases du corps préexistant. Les gendarmes exercent leur mission sur l'ensemble du territoire. L'autorité sur la gendarmerie sera, dès lors, exercée par le pouvoir civil (ministère de l'intérieur), mais ses casernes et ses équipements relèveront du ministère de la défense.
Le 6 octobre, devenu Major, Prudent Joseph Deladrière est promu premier Commandant de la Gendarmerie Nationale belge, fonction qu'il exercera jusqu'au 21 octobre 1830, date à laquelle il sera remplacé par le Major des Hussards pensionné Brixhe, promu pour la circonstance au grade de Colonel, qui organisera la toute nouvelle Gendarmerie belge à l'échelon national.
Pendant la Première Guerre mondiale de 1914 à 1918, la gendarmerie belge assuma son rôle de service d'ordre auxiliaire de l'armée, allant jusqu'à être présente dans les combats. Pendant quatre ans, sur le front de l'Yser, la gendarmerie assura la police des tranchées.
Les grandes grèves et la vie sociale tendue avant 1914 avaient entraîné le développement du rôle d'ordre de la gendarmerie, notamment par le renforcement des unités mobiles créées en 1913. L'action de celles-ci se renforcera dans les années 1930 lors des conflits sociaux.

#### Seconde guerre mondiale

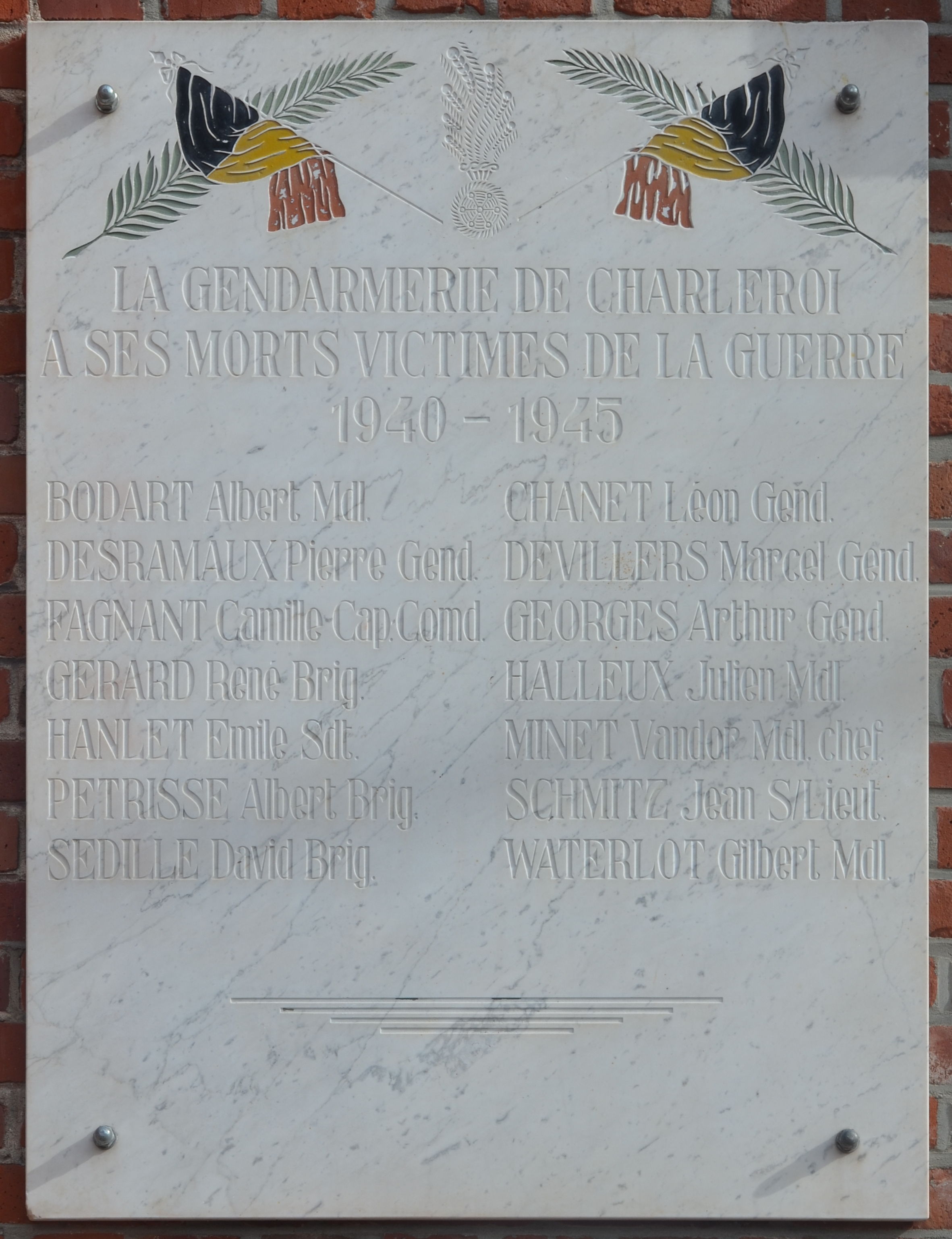
Plaque commémorative aux gendarmes de Charleroi morts lors de la Seconde Guerre mondiale.

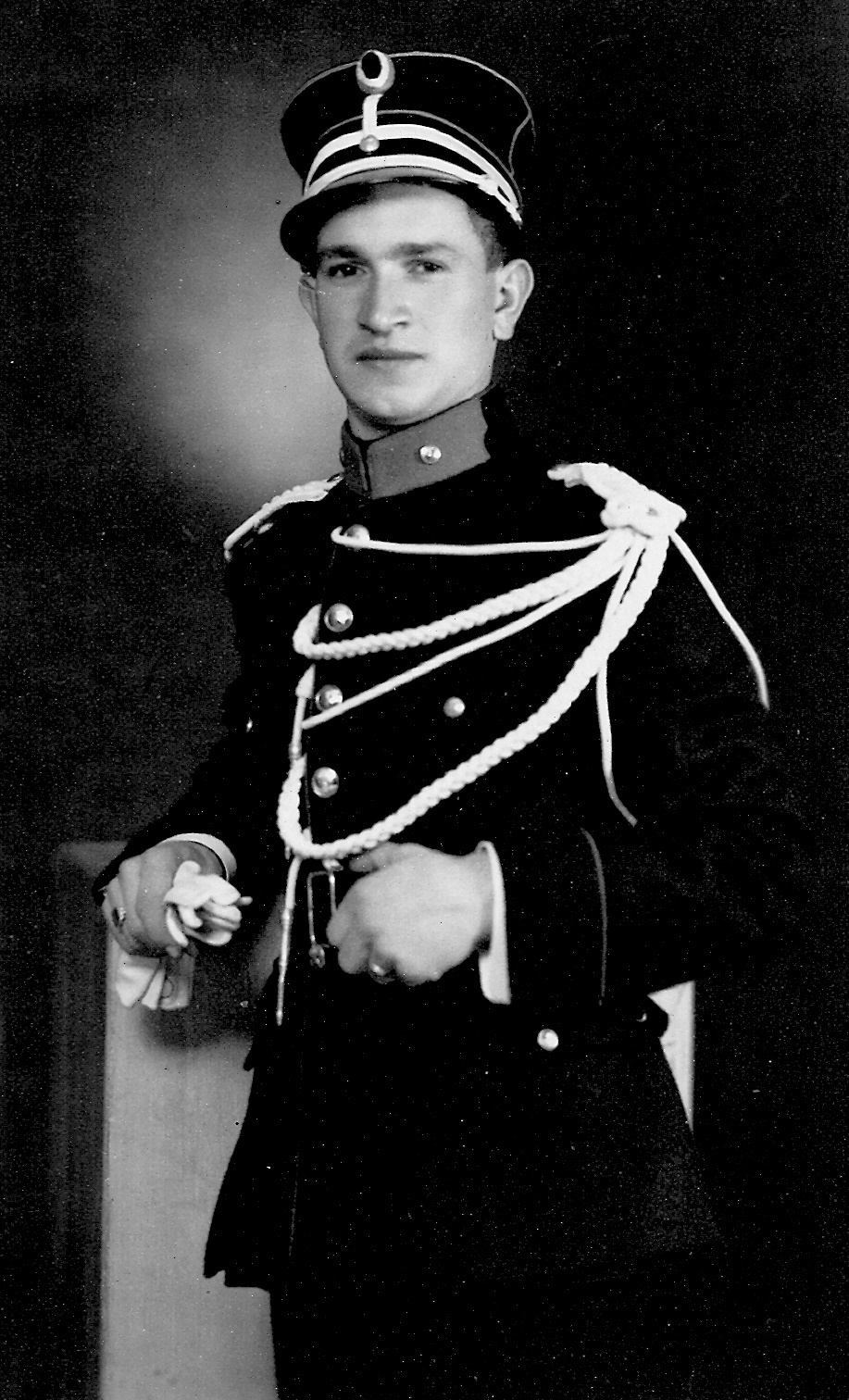
Un gendarme en 1947

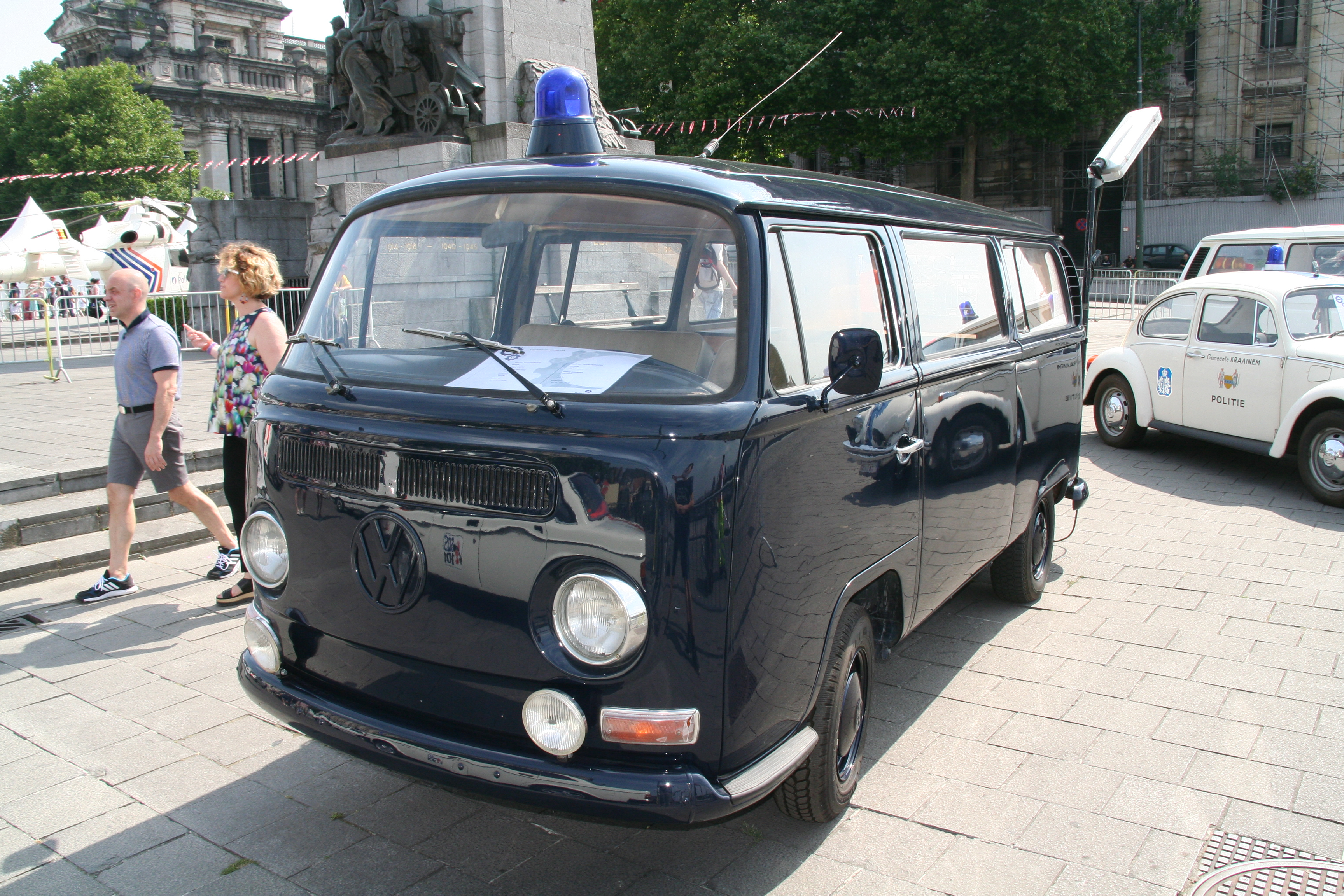
Un Volkswagen Transporter aux anciennes couleurs de la Gendarmerie.

Pendant la Seconde Guerre mondiale, la gendarmerie, dont l'évolution depuis 1850 l'avait amenée à prendre toujours davantage de distance avec l'armée, devient une préoccupation tout à fait centrale pour les occupants et les occupés. En effet, la gendarmerie, de par le nombre de ses effectifs et sa structure hiérarchisée, est un corps sur lequel l'occupant doit pouvoir s'appuyer en territoire conquis. « En coopération avec le Ministère de l'intérieur qui est tombé dans le giron de l'Ordre nouveau, la Militärverwaltung impose de nombreuses réformes ». Si certaines de ces réformes devaient de manière générale être prises - indépendamment de l'occupation- d'autres comportaient des enjeux bien plus politiques. Il s'agissait alors d'augmenter le nombre des effectifs (pour l'amener à 20 000 hommes), de procéder à une "flamandisation" de celle-ci, d'y intégrer des membres de l'Ordre nouveau et enfin de la moderniser. Finalement, fin 1944, les effectifs de la gendarmerie ne seront que de 10 490 hommes mais 72 % des recrues engagées de 1940 à 1943 (sur 2 128 engagements) étaient flamandes. Chez les officiers, la proportion atteint 97 %. Jusqu'en février 1943, l'état-major de la gendarmerie préservera relativement celle-ci des dérives évidentes. Le lieutenant-colonel Emiel Van Coppenolle qui prendra ses fonctions à cette époque, se montrera davantage favorable aux projets allemands. De vives tensions traverseront tout le corps pendant les années de guerre. Elles seront à l'origine d'une multiplication des ordres qui se trouvaient fréquemment être contradictoires, ce qui permit aux gens de terrain d'exercer leur bon sens face à cette cacophonie. « Ainsi, les unités territoriales encore dirigées par d'anciens officiers ne sont donc pas impliquées de manière structurelle dans les actions organisées par l'occupant ». Il n'en va pas de même des nouvelles unités mobiles fraîchement engagées et dont l'action dépassera le cadre strict de la loi belge. Après la guerre, d'aucuns (surtout les communistes) reprocheront à ce corps d'avoir été un « outil trop docile de la politique répressive des allemands ».

#### De la libération aux années 1990

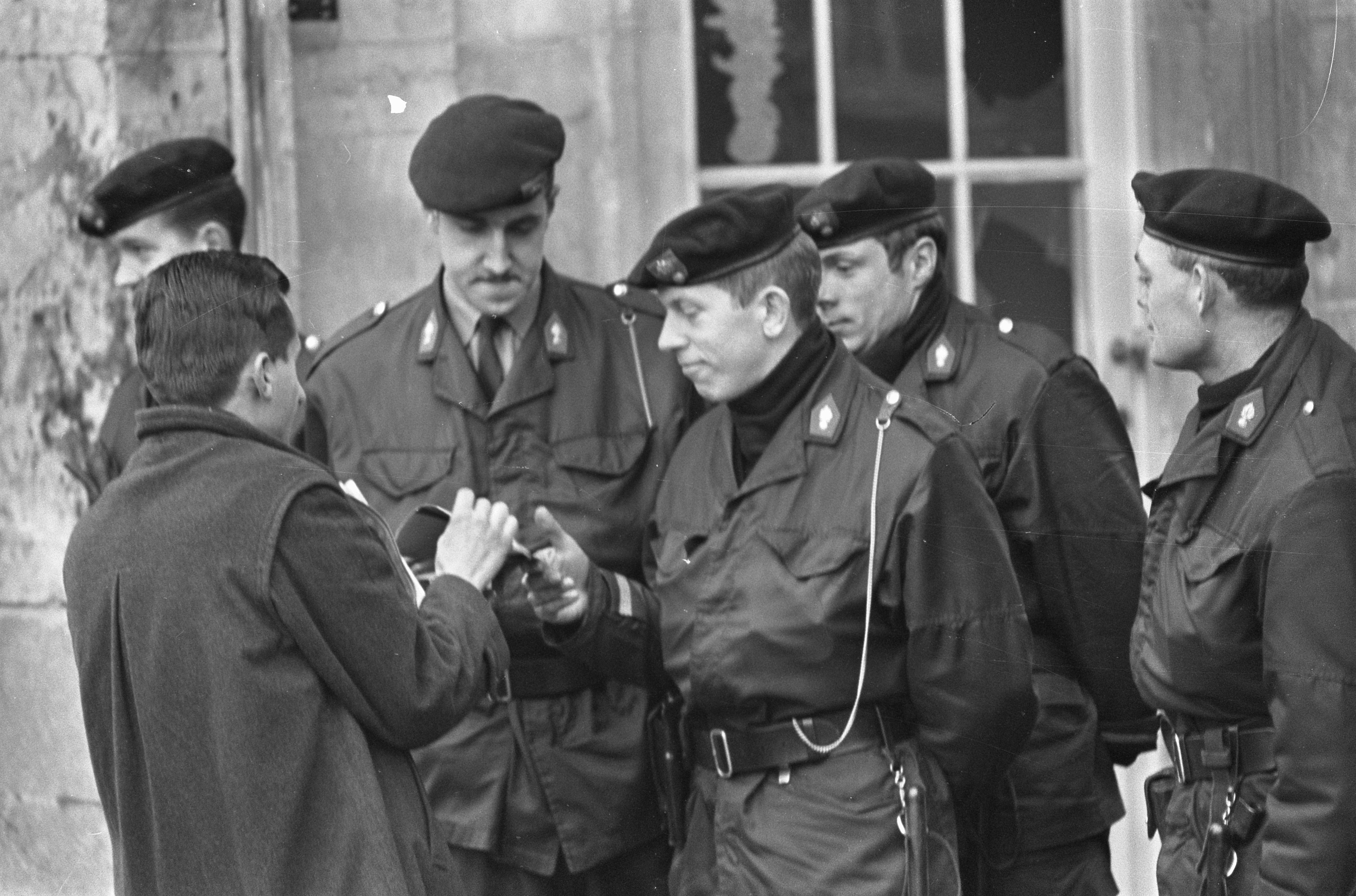
Gendarmes belges lors de la crise de Louvain (Walen buiten) en 1968.

À la libération, le service est profondément réorganisé. De nouvelles unités voient le jour. En 1957, est enfin votée la loi fondamentale sur la gendarmerie, pourtant prévue dans la Constitution de 1830. Cette loi confirme le triple rôle de la gendarmerie ainsi que son indépendance vis-à-vis des autorités administratives. La gendarmerie acquiert également son indépendance vis-à-vis de la Force Terrestre de l'armée. Elle reçoit aussi l'autorisation de créer ses propres écoles. A Bruxelles, la gendarmerie emménage dans les casernes d'Etterbeek, situées boulevard Général Jacques et nomme respectivement les deux anciens bâtiments du 2e régiment de guides caserne Léon de Witte de Haelen et celle du 1er régiment de guides caserne Ivan Albert Geruzet.
Dans les années 1960, le niveau de vie s'améliore considérablement, mais le nombre de crimes graves (braquage, drogue, terrorisme, etc.) augmente. Pour y faire face, le Bureau Central de Recherche (BCR) est créé, un réseau de radio est implanté et l'usage des chiens pisteurs se développe.
Dans les années 1980, la gendarmerie connaît de graves problèmes. Les moyens tant humains que financiers font défaut. C'est également la période des Cellules communistes combattantes (CCC), des tueurs du Brabant, du hooliganisme (drame du Heysel). Le Corps menace d'être submergé et des mesures drastiques sont prises comme la réorganisation de plusieurs unités et l'amélioration des relations publiques.

#### Dernières années sous le Ministère de l'Intérieur: 1991-1997

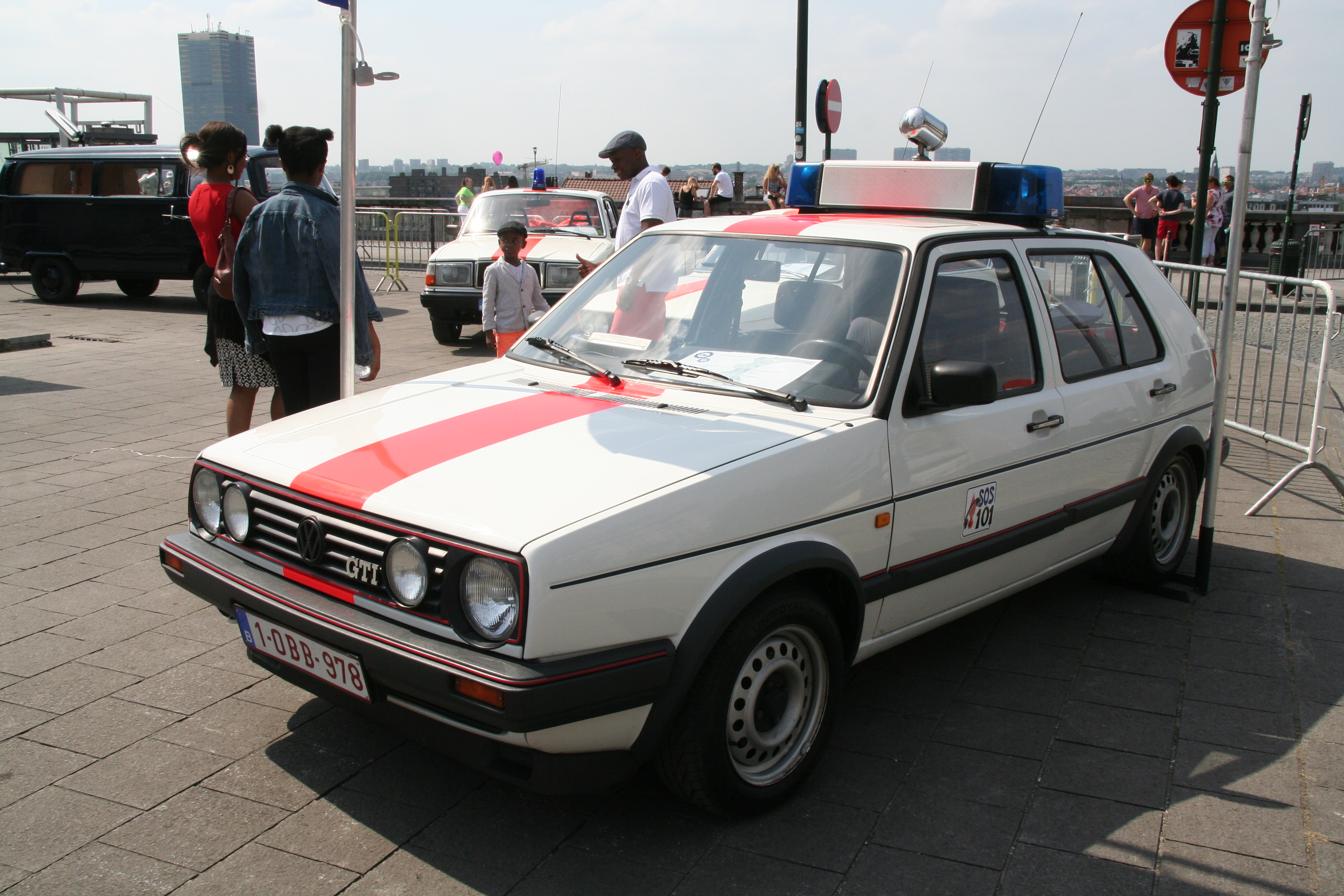
Une Golf II GTI de la Gendarmerie.

En 1991, lors des accords dits « de la Pentecôte », les compétences du Ministre de la Défense Nationale sur la gendarmerie sont entièrement transférées vers le Ministère de l'Intérieur, ce qui entraîne la suppression des missions militaires de la gendarmerie. Cette mesure vise à orienter les forces exclusivement vers les missions de police et à modifier fondamentalement la culture militaire qui anime les gendarmes. Le statut du personnel évolue dans un sens plus conforme à celui des fonctionnaires publics. Un corps administratif et logistique est progressivement mis en place pour s'occuper des tâches non policières. C'est aussi l'époque où la gendarmerie absorbe des polices spéciales : la police du chemin de fer, la police portuaire et la police aérienne.

#### Disparition: 1998-2001
À la suite des dysfonctionnements constatés lors de l'affaire Dutroux, le gouvernement Dehaene II décide, en 1998, de dissoudre tous les corps de police existants en Belgique pour créer la police intégrée structurée à deux niveaux conséquente à la réforme des polices. C'est ainsi que la gendarmerie disparut le 31 décembre 2000 de même que les anciennes catégories de police (garde champêtre, police communale, police judiciaire), intégrées dans l'ensemble à deux niveaux de cette nouvelle police : les brigades fourniront près de 10 000 policiers aux zones de police[réf. nécessaire] groupant plusieurs communes, le reste de l'effectif étant réparti dans les différents services de la police fédérale. Les polices spéciales absorbées quelques années auparavant forment alors de nouvelles unités de la police fédérale. Le premier commandant de la nouvelle police intégrée sera le lieutenant général Herman Fransen, dernier commandant de la Gendarmerie qui deviendra alors commissaire général.

## Personnel

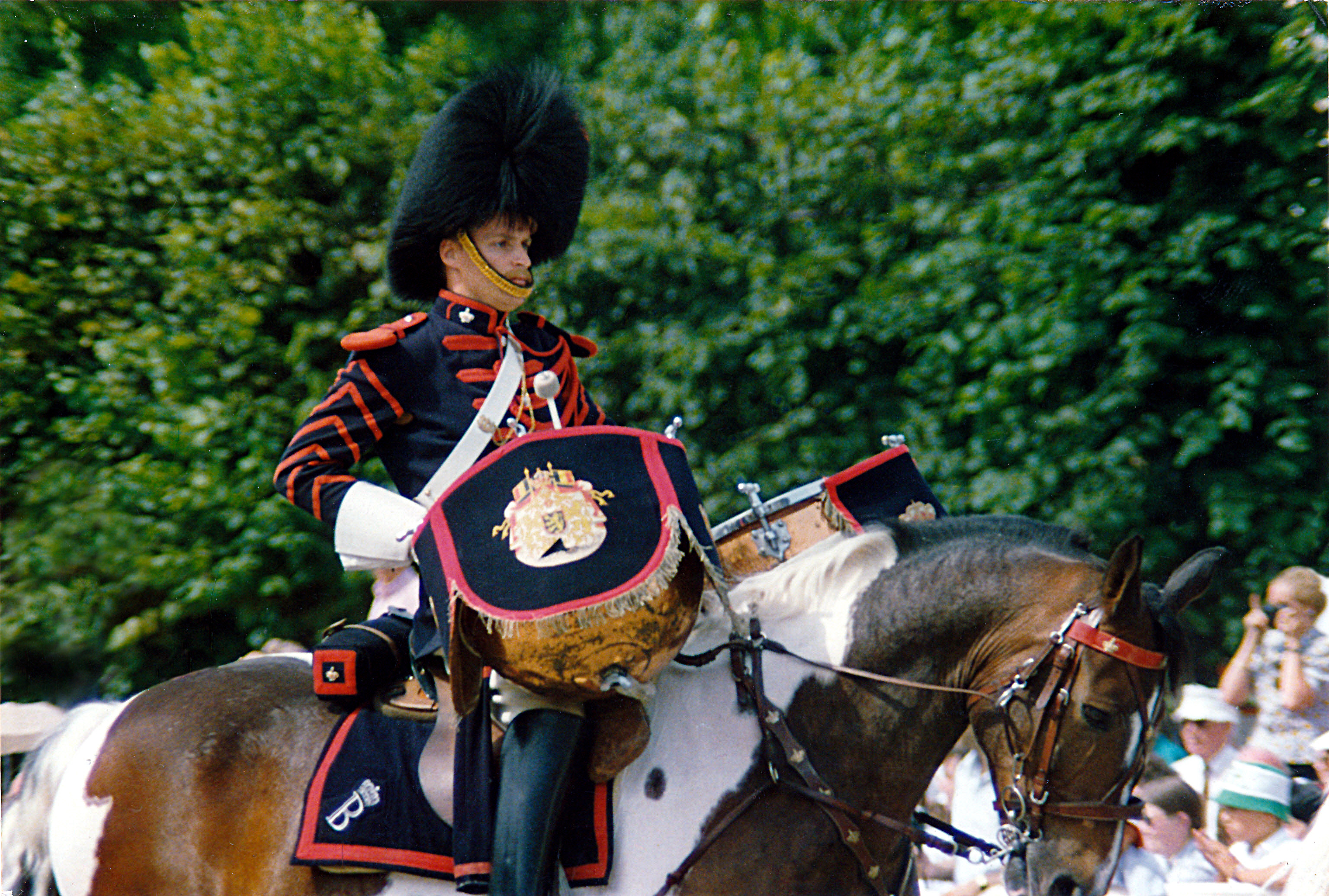
Timbalier de l’Escorte royale à cheval de la gendarmerie défilant devant la tribune royale, place des Palais, lors du défilé de la Fête nationale belge du 21 juillet 1989 à Bruxelles.

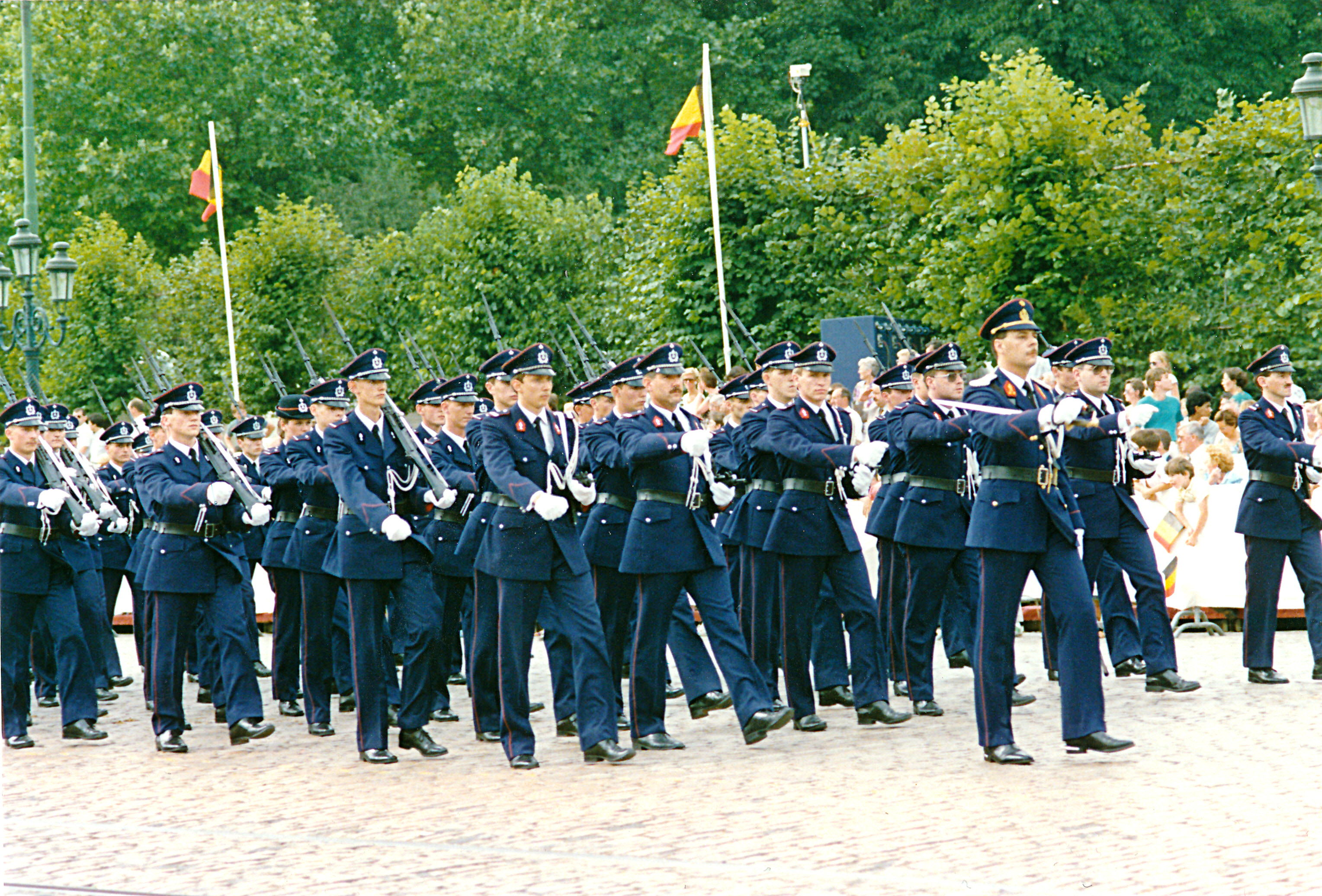
Défilé des élèves de l'École Royale de la Gendarmerie le 21 juillet 1989 à Bruxelles.

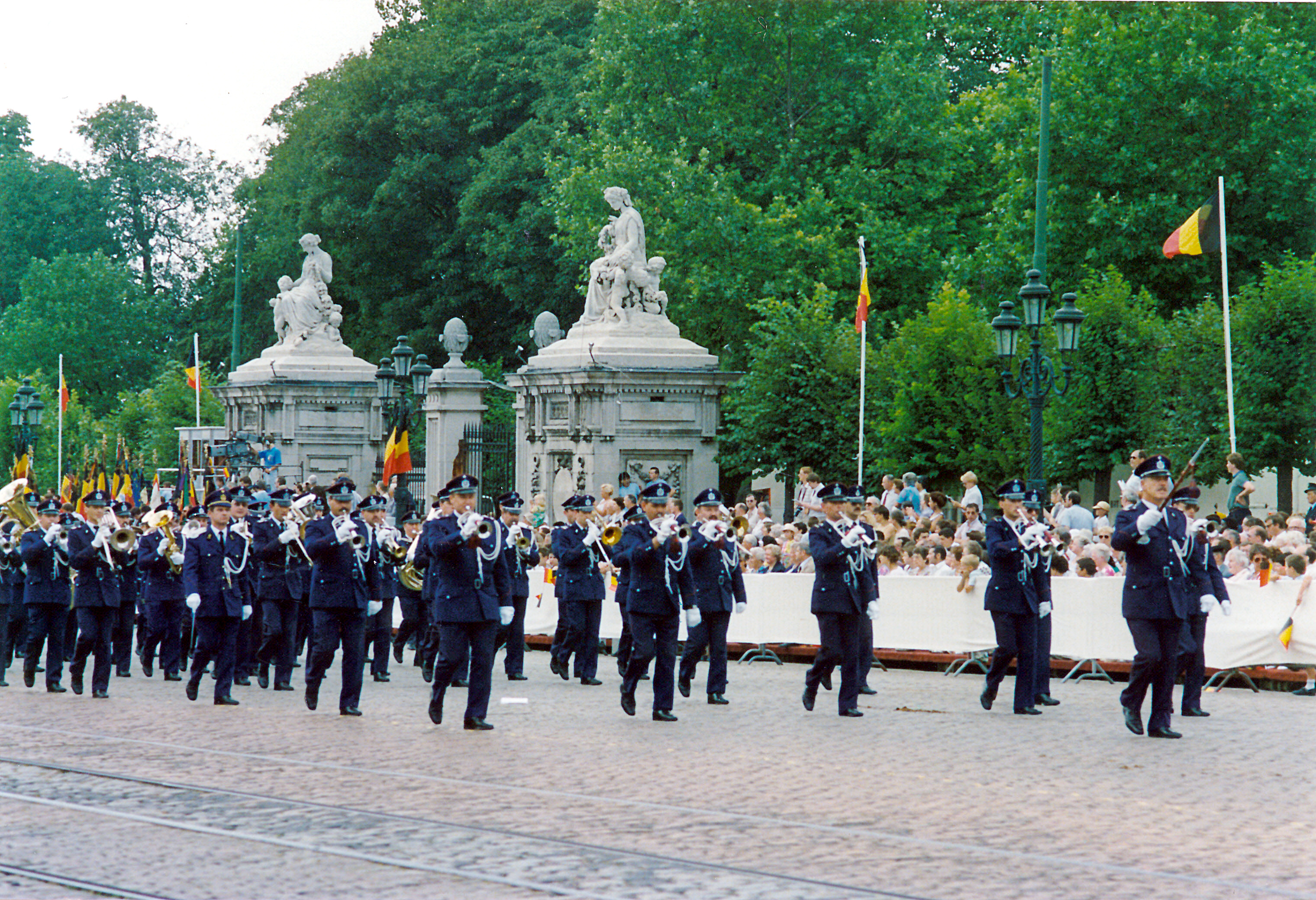
Défilé de la musique de la gendarmerie le 21 juillet 1989 à Bruxelles.

### Évolution des effectifs théoriques[31]
- 1796 :  1 080 hommes répartis en 76 officiers +  1 002 maréchaux des logis, brigadiers et gendarmes;
- 1830 :  1 201 hommes répartis en 45 officiers +  1 156 gradés et gendarmes;
- 1866 :  2 232 hommes répartis en  51 officiers +  2 181 gradés et gendarmes;
- 1914 :  4 325 hommes répartis en  85 officiers +  4 240 gradés et gendarmes;
- 1921 :  6 830 hommes répartis en 156 officiers +  6 674 gradés et gendarmes;
- 1960 : 12 850 hommes répartis en 350 officiers + 12 500 gradés[32];
- 1969 : 14 050 hommes répartis en 550 officiers + 13 500 gradés;
- 1975 : 16 970 hommes et femmes[33]répartis en 870 officiers + 16 100 gradés.

### Grades
La Gendarmerie étant une troupe initialement montée à cheval, elle avait conservé certains termes de la cavalerie, tels que les maréchaux des logis.
| Grade sur les épaulettes | Nom en français             | Nom en néerlandais       |
| Hommes du rang           | Hommes du rang              | Hommes du rang           |
| ------------------------ | --------------------------- | ------------------------ |
|                          | Gendarme                    | Rijkswachter             |
|                          | Brigadier                   | Brigadier                |
| Sous-officiers           |                             |                          |
|                          | Maréchal des logis          | Wachtmeester             |
|                          | 1er Maréchal des logis      | Eerste Wachtmeester      |
|                          | Maréchal des logis-chef     | Opperwachtmeester        |
|                          | 1er Maréchal des logis-chef | Eerste Opperwachtmeester |
|                          | Adjudant                    | Adjudant                 |
|                          | Adjudant-chef               | Adjudant-chef            |
| Officiers subalternes    |                             |                          |
|                          | Sous-lieutenant             | Onderluitenant           |
|                          | Lieutenant                  | Luitenant                |
|                          | Capitaine                   | Kapitein                 |
|                          | Capitaine-commandant        | Kapitein-Commandant      |
| Officiers supérieurs     |                             |                          |
|                          | Major                       | Majoor                   |
|                          | Lieutenant-Colonel          | Luitenant-Kolonel        |
|                          | Colonel                     | Kolonel                  |
| Officiers généraux       |                             |                          |
|                          | Major général               | Generaal-Majoor          |
|                          | Lieutenant général          | Luitenant-Generaal       |

### Dirigeants
- 6 octobre 1830 - 21 octobre 1830 : Major Prudent Joseph Deladrière
- 21 octobre 1830 - ?? : Colonel Brixhe

- 1er octobre 1992 - 28 avril 1998 : Lieutenant général Willy Deridder[34]
- 26 mai 1998 - 31 décembre 2000 : Lieutenant général Herman Fransen

## Prévôté
Les missions de la Prévôté consistaient à assurer la police dans l'armée car la Police militaire n'existait pas encore. Pendant la Première Guerre mondiale, cette Prévôté comptait 60 officiers et 2 000 gendarmes. Pendant la Campagne des 18 jours, ce sont 60 officiers et 1 771 gradés qui furent affectés à la Prévôté.
Début octobre 1944 fut créée la Police militaire belge, initialement pour assurer la police et la circulation routière en appui de la Military Police britannique. Après la Seconde Guerre mondiale, la Prévôté n'assura plus ses missions (discipline, maintien de l'ordre, garde des prisonniers) que dans les corps militaires belges affectés hors de la métropole. Ainsi une section de 18 gendarmes volontaires fut envoyée avec le corps expéditionnaire belge pendant la guerre de Corée. Des prévôts accompagnèrent le régiment de marche envoyé en République démocratique du Congo en 1960. Sinon les unités prévôtales furent principalement affectées aux Forces belges en Allemagne.

## Identité

### Numéro d'appel

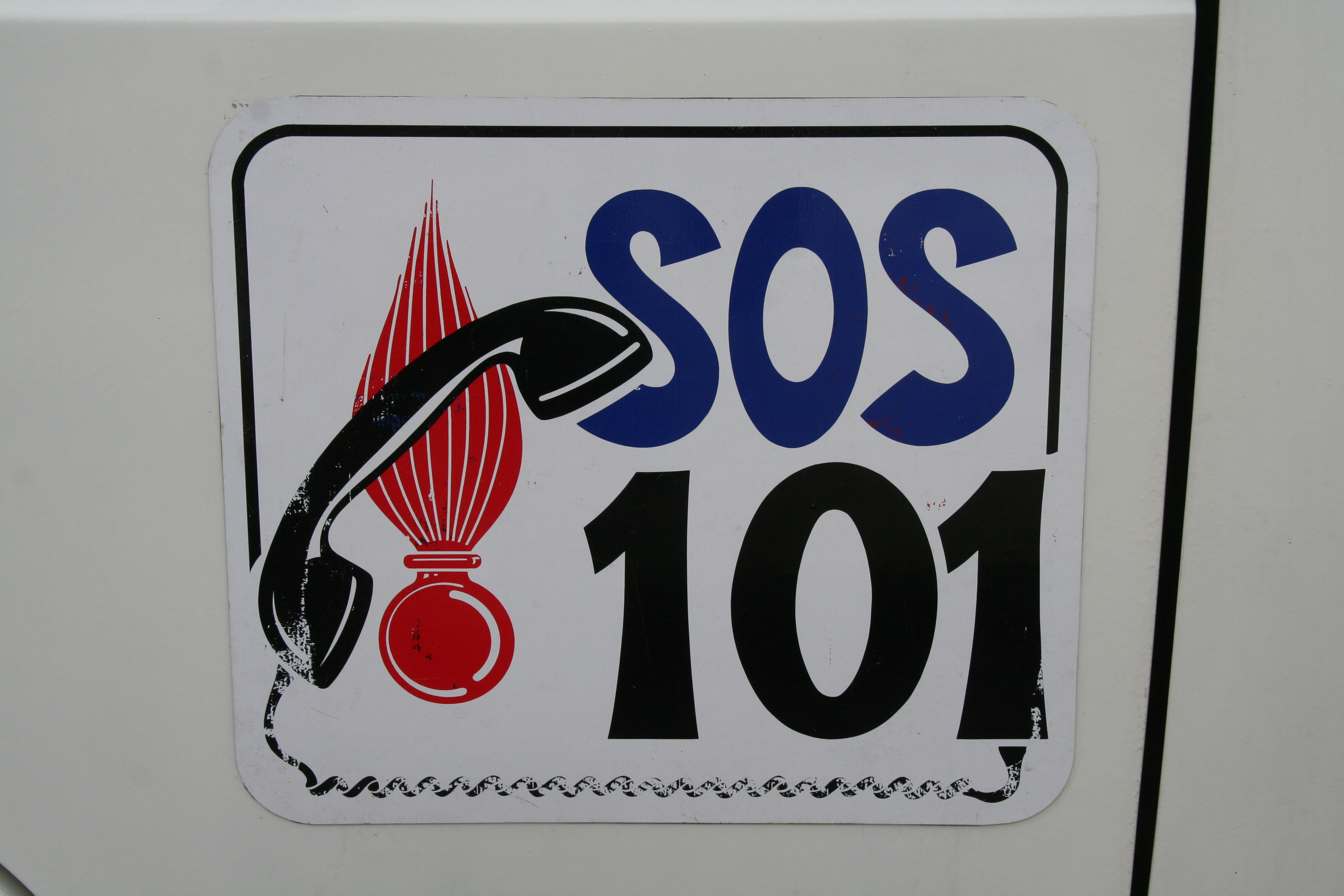
Le dernier numéro d'appel de la Gendarmerie était le 101 (comme la Police).

Le numéro d'appel de la Gendarmerie était initialement le « 901 » lors de la création des centrales d'appel unifiées dans les années 1960 puis devient le « 101 » en 1987 car il prêtait moins à confusion avec le nouveau préfixe téléphonique « 0900 » créé en Belgique

### Logo
Le dernier logo de la Gendarmerie date de 1995, abandonnant la traditionnelle grenade pour un dessin plus moderne.

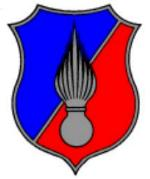
Ancien logo avec la traditionnelle grenade.
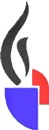
Dernier logo en date de 1995 à 2000.

## Unités

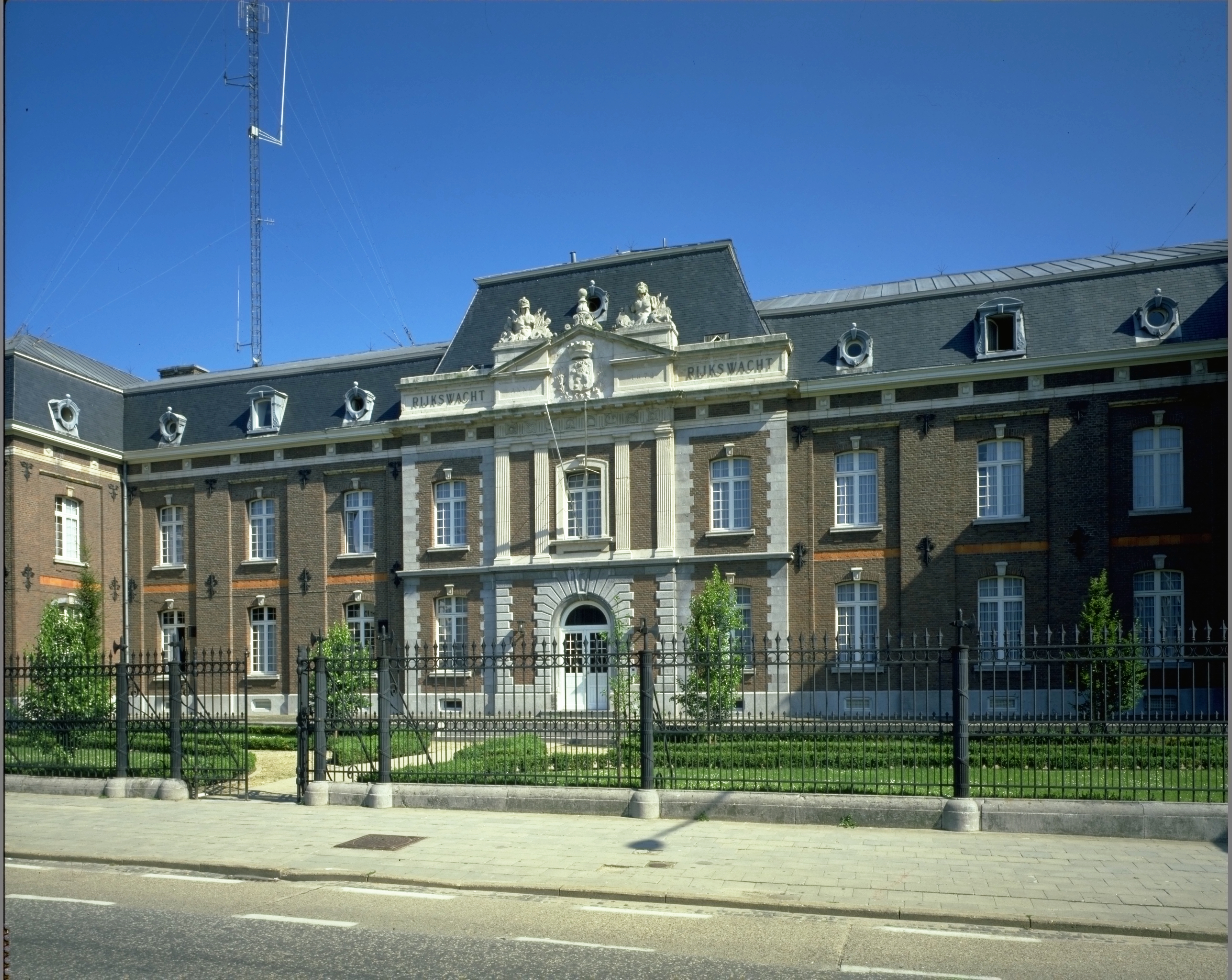
L'ancienne caserne de la gendarmerie d'Hasselt.

### Brigade DIANE et ESI
La Brigade Diane était une unité spéciale d'antiterrorisme de la gendarmerie belge constituée à la suite de la prise d'otages des Jeux olympiques de Munich de 1972, afin de disposer d'une unité de police capable d'intervenir dans de telles circonstances. Son premier commandant fut le Colonel Arsène Pint. En 1985, lors de l'un des épisodes des tueries du Brabant, certains auteurs furent suspectés d'avoir appartenu à la Brigade Diane à cause des tactiques utilisées, ce qui fut ensuite infirmé. Elle est ensuite devenue l'escadron spécial d'intervention. Il était alors composé d'environ 200 gendarmes répartis en de deux détachements d'intervention et d'un de protection. Chargé initialement de situations critiques telles que détournement d'avion, prise d'otages ou enlèvement, il vit ensuite ses tâches s'étendre au grand banditisme ou aux mutineries dans les prisons.

### Détachement d'appui aérien

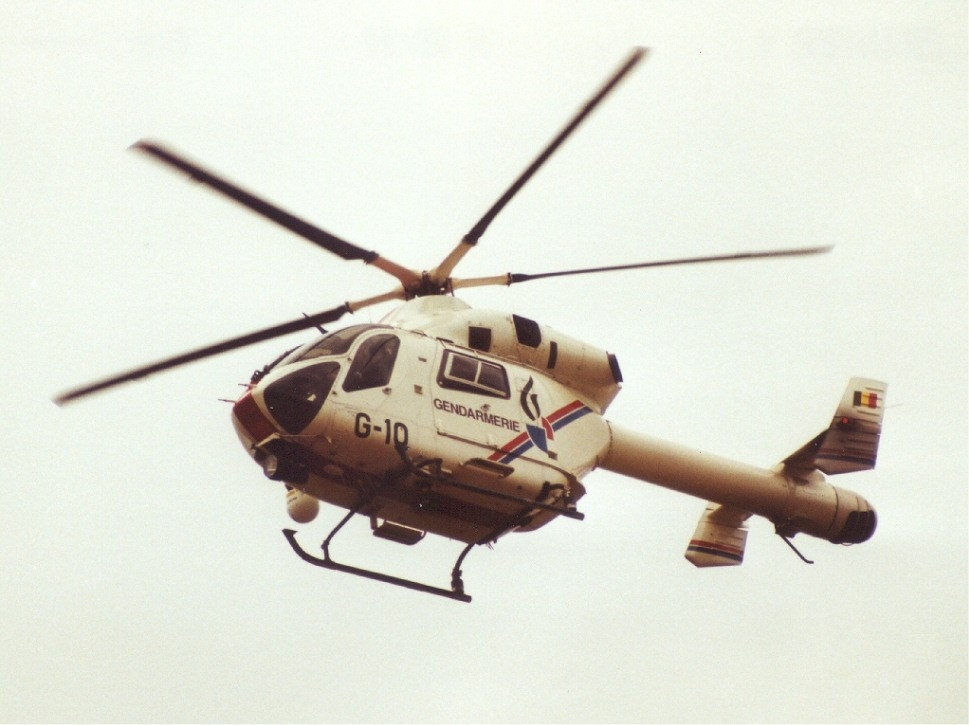
Hélicoptère McDonnell Douglas MD-900 peint aux couleurs de la gendarmerie belge.

Après des essais fructueux d'observations aériennes sur hélicoptères Alouette II et SA330 Puma, ce détachement fut créé le 19 juin 1992. En 1993 le Britten-Norman Islander rejoignit la flotte, suivi de trois Cessna 182. En 1997 deux hélicoptères MD 900 furent acquis en remplacement des Puma. Enfin en décembre 1999, deux hélicoptères MD 520 remplacèrent les Alouette II.

### Détachement de gendarmerie auprès des Palais royaux
Recomposé le 1er janvier 1947 il comprenait, dans les années 1980, 250 gendarmes responsables de la protection physique du roi et de la famille royale, ainsi que des hautes personnalités étrangères invitées dans notre pays. Ils assuraient une protection 24 heures sur 24, le plus souvent habillés en civil.

### Détachement de gendarmerie du SHAPE
En 1966, le président Charles de Gaulle décidait que la France quittait le commandement militaire de l'OTAN. Il fut alors décidé que le SHAPE s'établirait près de Mons. Un détachement de gendarmes bilingues (français - anglais) y fut créé pour assurer la sécurité intérieure, la sécurité aux issues, le contrôle des visiteurs et la protection physique du commandant suprême des forces alliées en Europe (en anglais Supreme Allied Commander Europe : SACEUR).

### Escorte royale à cheval
L'escorte royale à cheval était initialement une unité spéciale de la gendarmerie belge, créée par arrêté royal du 6 août 1938. Après la réforme des polices de Belgique de 2001, elle fut intégrée à la cavalerie de la police fédérale.
Elle accompagne le Roi lors de nombreuses cérémonies officielles depuis plus de 85 ans, notamment la Fête nationale ou les visites officielles de chefs d’État étrangers, comme en juin 2023 la visite du roi Willem-Alexander des Pays-Bas  ou en octobre 2023 la visite du président du Portugal .
Le 9 mai 2023, le roi Philippe, accompagné de plusieurs ministres, visite l’escorte royale à cheval et ses nouvelles installations dans le haras de Wisbecq à Rebecq, en province de Brabant wallon .

## Véhicules

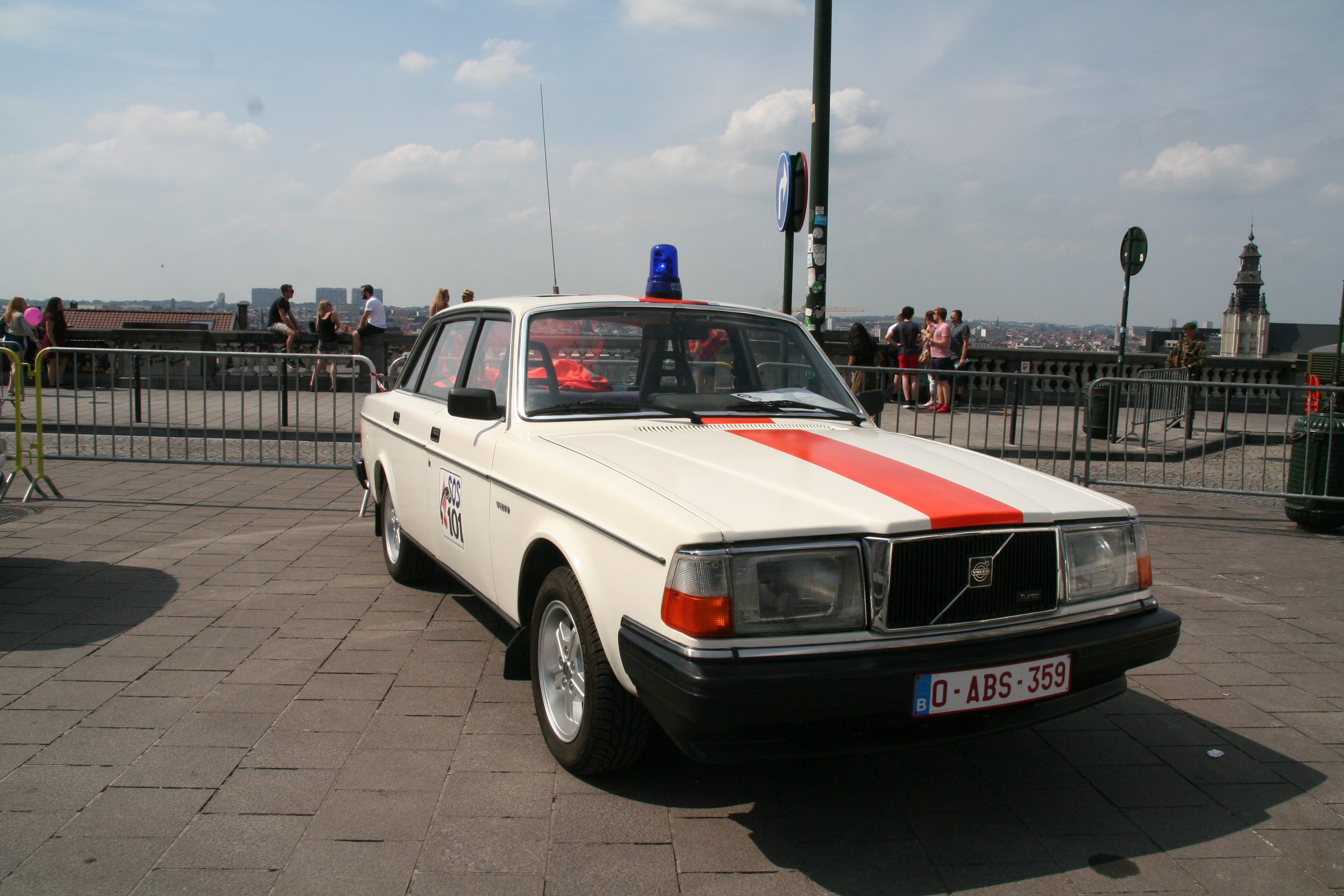
Volvo 240.

Jusqu'à la fin du 19e siècle, les gendarmes en service se déplaçaient à pied ou à cheval. Début 1893 une circulaire ministérielle autorise l'utilisation de la bicyclette.
En 1919, lors de l'Occupation de la Rhénanie après la Première Guerre mondiale, les Forces belges d'occupation cédèrent à la Gendarmerie 18 automitrailleuses Minerva, voitures blindées , du fabricant belge Minerva réputé pour ses voitures de qualité haut de gamme . En 1933, la Police spéciale de la route reçut ses premières motos.
Juste après la Seconde guerre mondiale, la Gendarmerie se vit équipée de jeep Willys CJ3a, de 250 camions Chevrolet C15A et de voitures blindées M3 Scout Car. Dans les années 1950 les Jeeps Willys furent remplacées par des jeeps Minerva TT.
Ensuite le charroi se diversifie suivant les tâches à effectuer.

### Missions militaires
Équipée initialement de blindés Staghound T17, la Gendarmerie reçut, dans les années 1960, des blindés FN 4RM/62F,,. Dans les années 70 elle passa à des CVR(T) anglais.

### Missions civiles

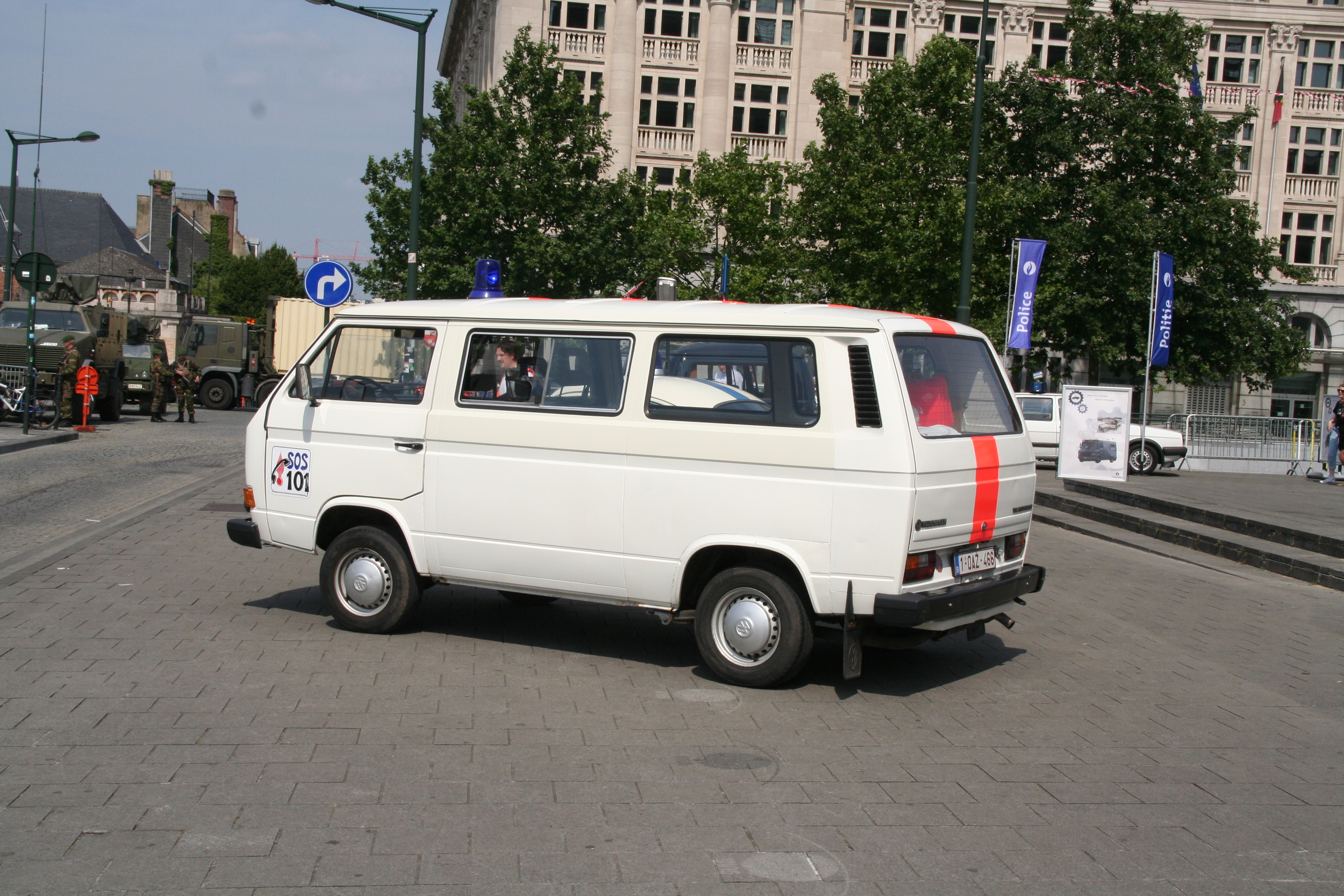
Volkswagen Transporter aux dernières couleurs.

#### Déplacements et contrôles sur route

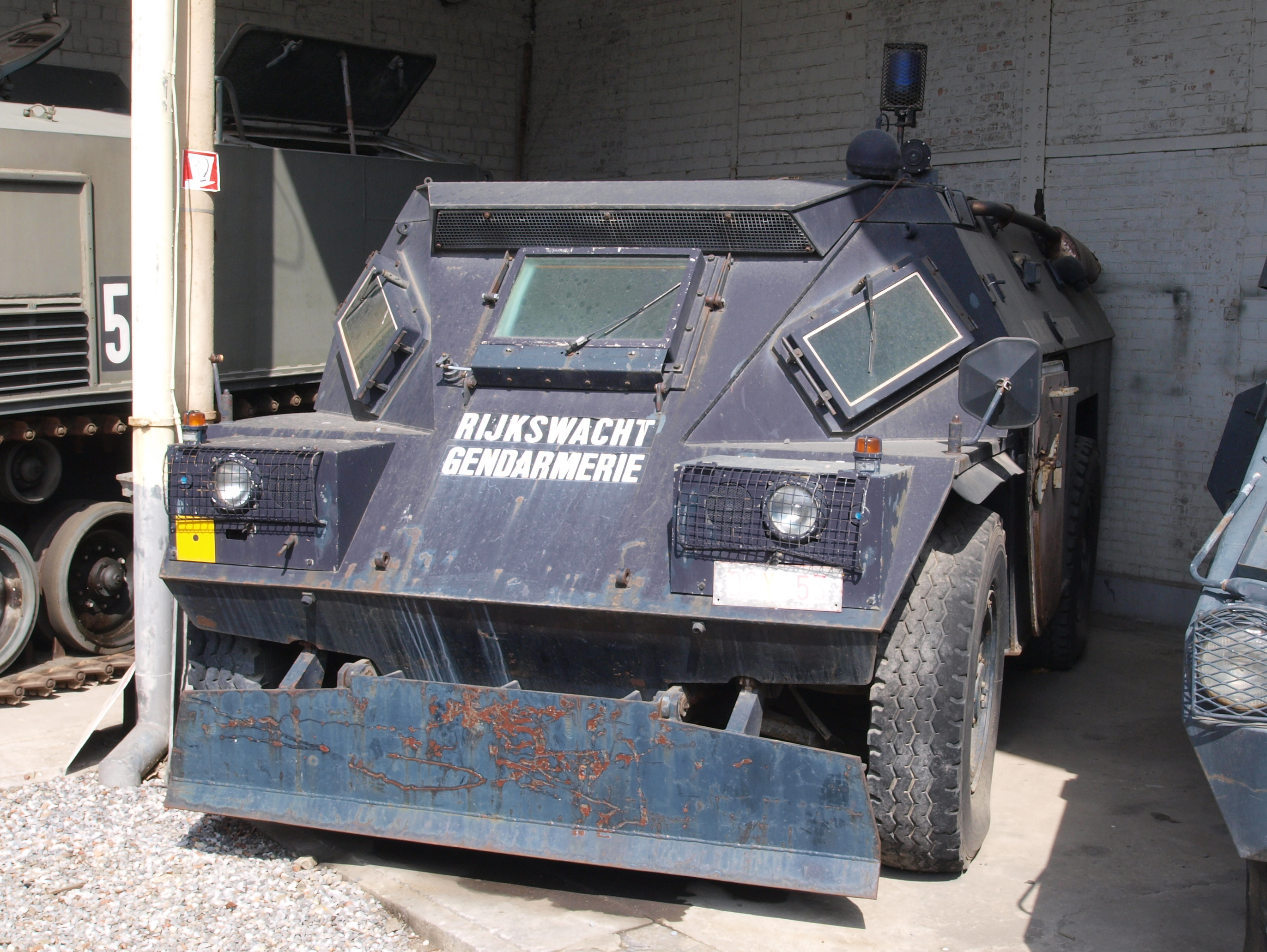
Véhicule blindé BDX de la gendarmerie belge.

Au cours des années se succédèrent des Renault 4, Peugeot 404, Volvo 240, Volkswagen Golf GTI, Opel Astra, BMW Série 3 et Porsche 911; ainsi que des Volkswagen Combi T2 et des Volkswagen Transporter T4.

#### Transport du personnel
Après l'utilisation de camions FN, les fourgons Iveco 40.10 prirent la relève.

#### Maintien de l'ordre
Outre les blindés BDX, diverses arroseuses furent utilisées : Ford (réserve de 2800l d'eau), Magirus-Deutz (5000l) et MOL MSB 18 (9000l).

## Hommages

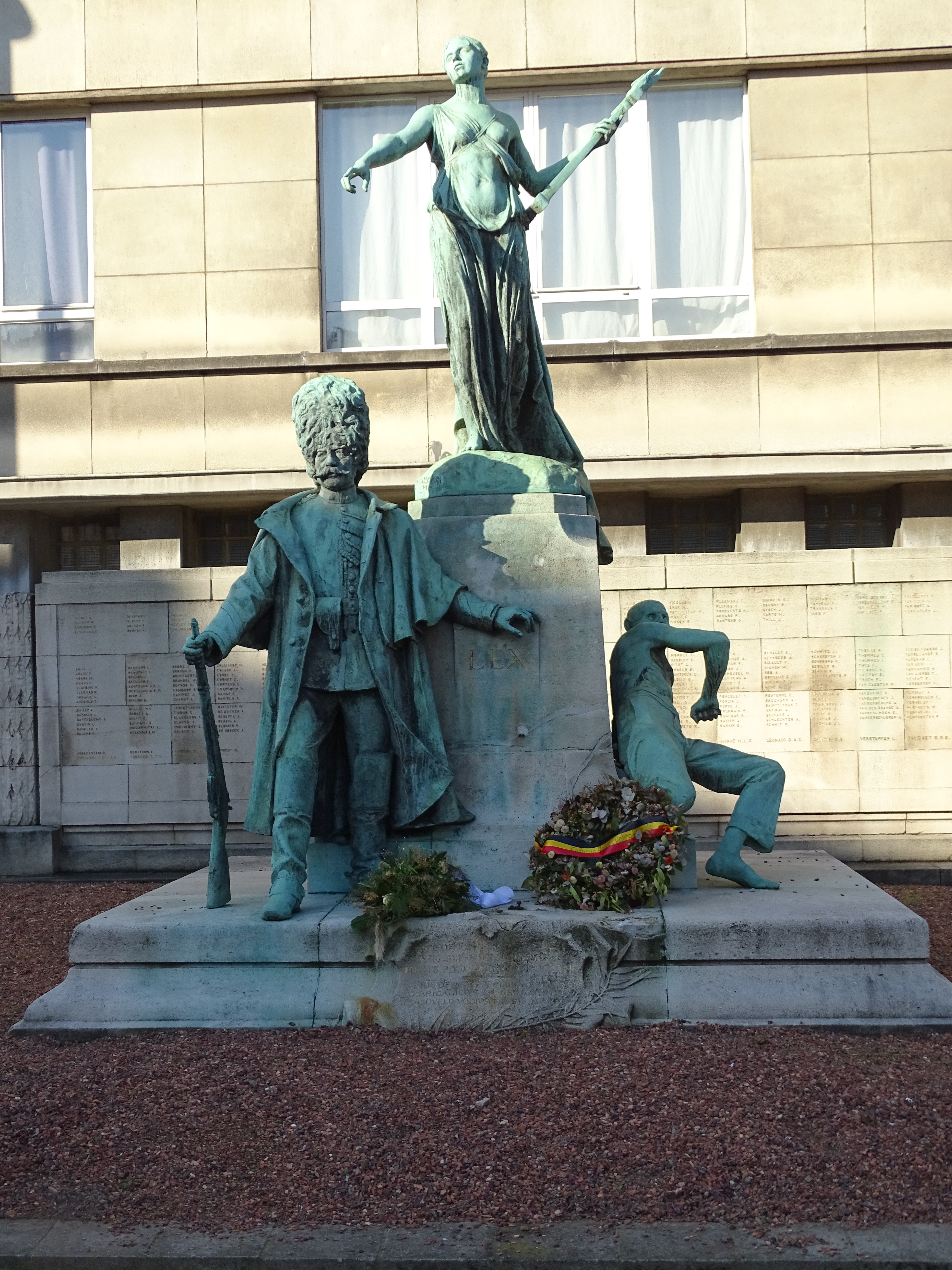
Le monument à la gendarmerie, à Ixelles, par Eugène Jean de Bremaecker et Isidore De Rudder, où se trouvent inscrits les noms des gendarmes belges morts lors des deux conflits mondiaux.

### Monuments
- Le monument de la gendarmerie, à Ixelles, érigé en 1921 par Eugène De Bremaecker et Isidore De Rudder en mémoire des gendarmes tombés pour la patrie lors de la Première Guerre mondiale.

## Notoriété
- La série 1985 met en scène de la gendarmerie belge, particulièrement dans l'affaire dite des tueurs du Brabant.